# Michael Leja
Michael Leja (* 8. September 1950 in Halle (Saale)) ist ein deutscher Politiker (CDU).
Leja besuchte in Halle die Polytechnische Oberschule sowie die Erweiterte Oberschule und legte das Abitur ab. Er studierte Landtechnik an der Wilhelm-Pieck-Universität Rostock, was er als Diplom-Ingenieur abschloss, und nahm anschließend ein Zusatzstudium an der Technischen Hochschule für Chemie „Carl Schorlemmer“ in Leuna und Merseburg zum Fachingenieur für Luftreinhaltung auf. Leja stieg 1975 beim Ingenieurbüro der Saatgutwirtschaft in Quedlinburg ein, wo er als Projektant und Gruppenleiter tätig war. 1988 wurde er Abteilungsleiter im VEB Wissenschaftlich-technisches Zentrum der Saatgutwirtschaft.
Leja, der der CDU (DDR) 1977 beitrat, gehörte 1990 sowohl der letzten Volkskammer als auch später nach der Wiedervereinigung dem Deutschen Bundestag an. Seit 2007 leitet er das Amt für Wirtschaftsförderung in der Verwaltung des Landkreises Harz.